# Cuenca Schiller-Zucchius
La cuenca Schiller-Zucchius es una depresión formada por un impacto del Período Pre-Nectárico (por lo que tiene como mínimo 3920 millones de años de antigüedad) situada en el lado visible de la luna. La formación fue descubierta en 1959 por Paul Kuiper, y lleva el nombre del cráter Schiller que aparece con forma alargada en el margen noreste y del más reciente cráter Zucchius, cerca del margen suroeste. Esta cuenca ha recibido la designación no oficial de llanura anular Schiller entre los observadores lunares.
La cuenca está formada por al menos dos anillos montañosos concéntricos considerablemente desgastados, por lo que solo se ven en parte. El anillo exterior tiene 335 km de diámetro y el interior 175 km; también hay indicios de un posible tercer anillo interno de 85 km.
En su centro se ha detectado una concentración de masa (mascon) que se manifiesta en una zona de alta gravedad. Esta mascon fue identificada por primera vez por el seguimiento Doppler de la nave espacial Lunar Prospector.
Otros cráteres dentro de la cuenca son Segner y Weigel, así como otros muchos cráteres satélite. Al sur de la cuenca aparece Bettinus, al noroeste de la cuenca se hallan Phocylides y Nasmyth, al norte está Nöggerath, y al este se localiza Rost.

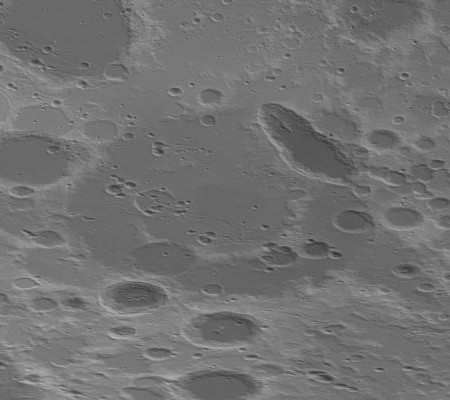
Mapa topográfico
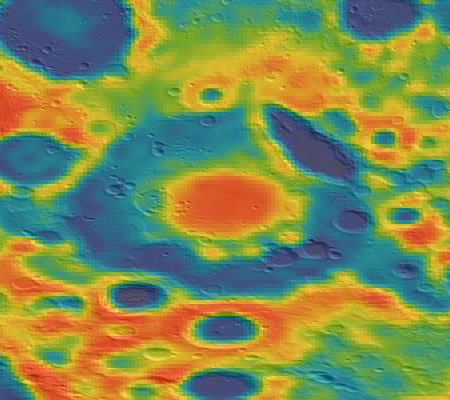
Mapa gravitatorio basado en los datos del GRAIL
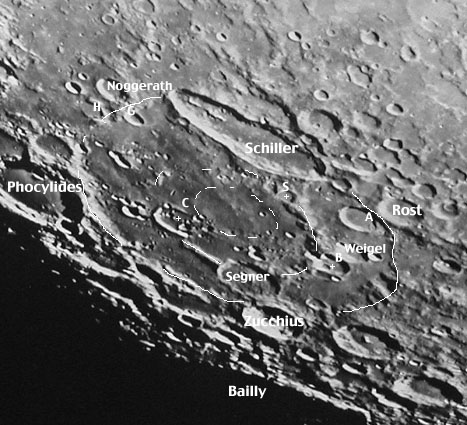
Cuenca de Schiller-Zucchius